# Ophiostoma
Ophiostoma Syd. & P. Syd. – rodzaj grzybów z rodziny Ophiostomataceae.

## Charakterystyka
Pasożyty i saprotrofy żyjące najczęściej w korze drzew i drewnie, w korytarzach wydrążonych przez żerujące tam owady. Anamorfy zazwyczaj dobrze rozwinięte morfologicznie.

## Systematyka i nazewnictwo
Pozycja w klasyfikacji według Index Fungorum: Ophiostomataceae, Ophiostomatales, Diaporthomycetidae, Sordariomycetes, Pezizomycotina, Ascomycota, Fungi.
Takson utworzyli w 1919 roku Hans Sydow i Paul Sydow. Synonimy nazwy naukowej: Ceratocystiopsis H.P. Upadhyay & W.B. Kendr.,Europhium A.K. Parker, Linostoma Höhn.
Gatunki występujące w Polsce:
- Ophiostoma ainoae H. Solheim 1986
- Ophiostoma bicolor R.W. Davidson & D.E. Wells 1955
- Ophiostoma cuculatum H. Solheim 1986
- Ophiostoma flexuosum H. Solheim 1986
- Ophiostoma novo-ulmi Brasier 1991
- Ophiostoma penicillatum[4]
- Ophiostoma polyporicola Constant. & Ryman 1989
- Ophiostoma ulmi (Buisman) Nannf. 1934

Nazwy naukowe na podstawie Index Fungorum. Wykaz gatunków według Mułenki i in.